# Meccanismo di Mosca
Il Meccanismo di Mosca è una misura di rafforzamento della fiducia e della sicurezza tra i 57 paesi partecipanti all’Organizzazione per la Sicurezza e la Cooperazione in Europa, istituito nel 1991. Le finalità del meccanismo sono complementari a quelle perseguite dal Meccanismo di Vienna, adottato nel 1989. I due strumenti costituiscono insieme il cosiddetto Meccanismo della Dimensione Umana.

## Funzionamento
Il Meccanismo di Mosca permette allo Stato che ne chiede l'attivazione di istituire una missione ad hoc di esperti indipendenti affinché svolga indagini su problemi umanitari sul territorio proprio o di un altro Stato OSCE. L'Ufficio per le Istituzioni Democratiche e i Diritti Umani (ODIHR) svolge attività di supporto per l'attuazione del Meccanismo, tra l'altro curando una lista degli esperti nominati dagli Stati partecipanti (ciascuno Stato può nominarne massimo 6). Gli esperti vengono nominati per un periodo dai 3 ai 6 anni e per non più di due mandati consecutivi. Gli altri Stati partecipanti hanno facoltà di formulare riserve sulla nomina di massimo due esperti per Stato. Ciò comporta che quegli esperti non potranno essere inviati in missione nello Stato che ha formulato la riserva, salvo consenso espresso di quest'ultimo.
Uno Stato può invitare di sua spontanea volontà una missione di esperti (massimo 3) per l'esame o la risoluzione di problematiche relative alla dimensione umana sul proprio territorio. In questa ipotesi è lo Stato invitante a scegliere quali tra gli esperti iscritti nella lista tenuta dall'ODIHR comporranno la missione.
L'obiettivo di facilitare la risoluzione di problematiche concernenti la dimensione umana di sicurezza viene perseguito dalla missione attraverso una serie di attività:
- Raccolta d'informazioni
- Accertamento dei fatti
- Servizi di mediazione e consulenza
- Altre funzioni attribuite dallo Stato invitante

Sullo Stato invitante incombono obblighi di leale cooperazione con la missione, tra cui in particolare quello di garantire la libertà di movimento degli esperti sul proprio territorio e di consentire il confronto con esponenti della società civile.
Conclusi i lavori, la missione trasmette tempestivamente le proprie osservazioni allo Stato invitante. Quest'ultimo, poi, le inoltra agli altri Stati partecipanti assieme a una descrizione delle azioni compiute o che intende compiere in futuro per adempiere ai propri impegni assunti nella dimensione umana.

### Missione sul territorio di un altro Stato OSCE
Può accadere che uno o più Stati partecipanti, dopo aver attivato il Meccanismo di Vienna (concernente lo scambio di informazioni su questioni relative alla dimensione umana, in sede multi o bilaterale), sulla base del punto 8 del Meccanismo di Mosca, chiedano all'ODIHR di verificare la disponibilità di uno Stato partecipante terzo a invitare nel proprio territorio una missione di esperti. Se, per qualsiasi motivo, lo Stato si rifiuta, almeno sei Stati partecipanti possono avviare il procedimento per l'istituzione della Missione di esperti, composta anche in questo caso da 3 esperti di nazionalità diversa da tutti gli Stati interessati.
Gli Stati richiedenti possono selezionare uno degli esperti iscritti nella lista come componente della Missione. Lo Stato interessato ha a sua volta facoltà di nominare un componente. I due soggetti così individuati non possono avere legame alcuno con gli Stati coinvolti nella procedura e devono individuare, senza indugio e di comune accordo, un terzo membro della missione, per il quale vale lo stesso requisito di indipendenza previsto per gli altri due. Se non si giunge a un accordo entro otto giorni, il terzo esperto viene scelto da ODIHR (punto 10 del Meccanismo di Mosca).

## Attivazioni del Meccanismo di Mosca
Nel corso degli anni, il Meccanismo è stato attivato dodici volte da diversi Stati, spesso in occasione di conflitti armati che colpivano anche la società civile. Le Missioni di esperti si sono occupate, tra l'altro, di:
- Atrocità e attacchi su civili disarmati in Croazia e Bosnia ed Erzegovina (1992)
- Operazione militare della NATO nell'ex Repubblica Federale della Jugoslavia (1999)
- Asserite violazioni dei diritti umani in Bielorussia (2020)

In seguito all'invasione russa dell'Ucraina del 2022, 45 Stati partecipanti hanno promosso nel marzo 2022, con il sostegno dell’Ucraina, l’attivazione del Meccanismo di Mosca per l’istituzione di una missione di esperti indipendenti, composta dai Professori Wolfgang Benedek, Veronika Bílková e Marco Sassòli, su violazioni e abusi commessi nell’ambito della guerra della Federazione Russa, sostenuta dalla Bielorussia, contro il popolo ucraino.
Il Rapporto è stato presentato al Consiglio Permanente dell'OSCE il 13 aprile 2022 ed ha riscontrato chiari schemi di violazioni del Diritto internazionale umanitario da parte delle forze russe nella loro condotta delle ostilità e di violazioni del diritto internazionale dei diritti umani principalmente nelle aree sotto il controllo effettivo della Russia o entità sotto il controllo della Russia.
Il 1º giugno 2022 gli stessi 45 Stati partecipanti dell'OSCE hanno invocato nuovamente il Meccanismo di Mosca per l'istituzione di una nuova missione di esperti incaricata di valutare, aggiornare e approfondire i risultati del rapporto dell'aprile 2022..
Il rapporto della missione di esperti indipendenti composta dalle Prof.sse Veronika Bilkova (Università di Praga), Laura Guercio (Università di Perugia) e Vasilka Sancin (Università di Lubiana), presentato il 14 luglio 2022 al Consiglio Permanente dell'OSCE, ha confermato gli esiti della precedente missione e identificato palesi violazioni del diritto internazionale umanitario, nella maggioranza dei casi riconducibili alle forze armate russe, nonché diffuse violazioni dei diritti umani, specie nei territori sotto controllo effettivo della Federazione Russa.
Il 28 luglio 2022, 38 Stati partecipanti dell'OSCE hanno attivato il Meccanismo di Mosca per la costituzione di una missione di esperti finalizzata ad approfondire le violazioni dei diritti umani nella Federazione Russa. Il rapporto, presentato il 22 settembre 2022, è stato preparato dalla Prof.ssa Angelika Nussberger (Germania) e analizza lo stato di attuazione da parte della Russia degli impegni OSCE nella dimensione umana e gli effetti delle politiche governative sulla società civile, sulla libertà dei media, sullo stato di diritto e sulla capacità dei processi e delle istituzioni democratiche, nonché il raggiungimento dell'obiettivo di sicurezza globale dell'OSCE. In particolare, il rapporto mette in luce la crescente repressione contro la società civile russa e l'aumento delle intimidazioni nei confronti di giornalisti e difensori dei diritti umani.